# Gmina Wielbark
Die Gmina Wielbark [ˈvʲɛlbark] ist eine Stadt-und-Land-Gemeinde im Powiat Szczycieński der Woiwodschaft Ermland-Masuren in Polen. Ihr Sitz ist die gleichnamige Stadt (deutsch Willenberg) mit 6456 Einwohnern; der Hauptort selbst hat 2981 Einwohner (Stand: 31. Dezember 2020).

## Geographie

### Lage und Fläche

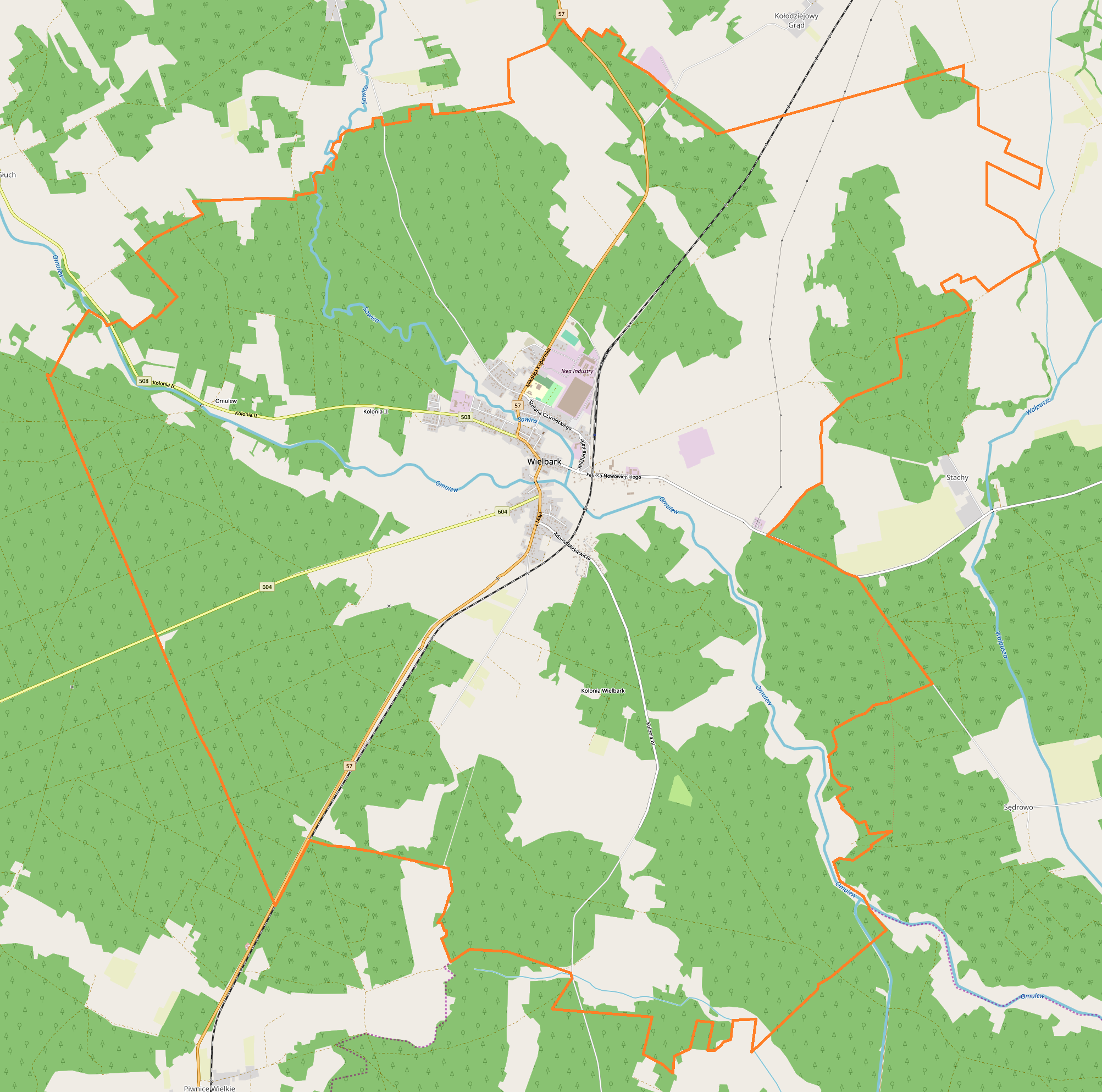
Das Gebiet der Gemeinde Wielbark

Die Gemeinde liegt im Süden der Woiwodschaft (im historischen Ostpreußen) und grenzt dort an die Woiwodschaft Masowien. Im Norden ist die Kreisstadt Szczytno (deutsch Ortelsburg) etwa 15 Kilometer entfernt. Die Stadt Olsztyn (Allenstein) ist etwa 50 Kilometer entfernt.
Die Gemeinde Wielbark hat eine Fläche von fast 348 km², von denen etwa 35 % der Fläche land- und 58 % forstwirtschaftlich genutzt werden. Die Bevölkerungsdichte liegt bei 19 Einwohnern pro km².
Zu den Gewässern gehören der Omulew (Omulef) und die Nebenflüsse Sawica (Sawitz) und Wałpusza (Waldpusch).

### Nachbargemeinden
Benachbart sind in der Woiwodschaft Ermland-Masuren: 
- Die Landgemeinden Jedwabno (Gedwangen), Rozogi (Friedrichshof) und Szczytno (Ortelsburg) im Powiat Szczycieński und
- die Landgemeinde Janowo (Iwanken) im Powiat Nidzicki

sowie in der Woiwodschaft Masowien:
- die Landgemeinde Czarnia im Powiat Ostrołęcki und
- die Stadt-und-Land-Gemeinde Chorzele im Powiat Przasnyski.

## Geschichte
Die Stadt Wielbark fiel 1945 an Polen und verlor 1946 die Stadtrechte. Von 1975 bis 1998 gehörte das Gemeindegebiet zur Woiwodschaft Olsztyn. Zum 1. Januar 2019 wurde Wielbark wieder zur Stadt erhoben und die Gemeinde erhielt ihren heutigen Status.

## Gliederung
Die Stadt-und-Land-Gemeinde (gmina miejsko-wiejska) Wielbark gliedert sich in die Stadt selbst und 22 Dörfer mit Schulzenämtern (mit * gekennzeichnet) und weitere Ortschaften:
| polnischer Name                           | deutscher Name                            |  | polnischer Name    | deutscher Name                            |  | polnischer Name    | deutscher Name                          |
| ----------------------------------------- | ----------------------------------------- |  | ------------------ | ----------------------------------------- |  | ------------------ | --------------------------------------- |
| Baranowo*                                 | Baranowen 1938–45 Neufließ                |  | Lejkowo*           | Röblau                                    |  | Sędrowo*           | Sendrowen 1938–45 Treudorf              |
| Borki Wielbarskie                         | Borken bei Willenberg 1938–45 Borkenheide |  | Lesiny Małe        | Klein Leschienen                          |  | Stachy             | Waldpusch                               |
| Ciemna Dąbrowa*                           | Finsterdamerau                            |  | Lesiny Wielkie*    | Groß Leschienen                           |  | Szymanki*          | Klein Schiemanen                        |
| Głuch*                                    | Glauch                                    |  | Łysak              | Lysack 1933–45 Kahlfelde                  |  | Wesołówko*         | Fröhlichswalde                          |
| Jakubowy Borek                            | Jakobswalde                               |  | Maliniak           | Neu Werder                                |  | Wesołowo           | Wessolowen 1938–45 Fröhlichshof         |
| Jankowo                                   | Jankowen 1938–45 Wildenort                |  | Nowojowiec*        | Nowojowitz 1934–45 Neuenwalde             |  | Wyżegi*            | Wyseggen 1938–45 Grünlanden             |
| Jesionowiec*                              | Jeschonowitz 1930–45 Eschenwalde          |  | Olędry*            | Wagenfeld                                 |  | Zabiele*           | Sabiellen 1938–45 Hellengrund           |
| Kipary*                                   | Kiparren 1938–45 Wacholderau              |  | Ostrowy            | Alt Werder                                |  | Zapadki            | Schrötersau                             |
| Kołodziejowy Grąd* bis 1992 Kołodziejgrąd | Kollodzeygrund 1933–45 Radegrund          |  | Piwnice Wielkie*   | Groß Piwnitz 1938–45 Großalbrechtsort     |  | Zieleniec*         | (Groß) Radzienen 1938–45 Hügelwalde     |
| Kucbork*                                  | Kutzburg                                  |  | Przeździęk Mały*   | Klein Dankheim vor 1900 Klein Przesdzienk |  | Zieleniec Mały     | Klein Radzienen 1938–45 Kleinhügelwalde |
| Łatana Mała                               | Klein Lattana 1938–45 Kleinheidenau       |  | Przeździęk Wielki* | Groß Dankheim vor 1900 Groß Przesdzienk   |  | Ergänzung: Dąbrowa | Dombrowa 1938–1945 Neudankheim          |
| Łatana Wielka*                            | Groß Lattana 1938–45 Großheidenau         |  | Róklas             | Rocklaß 1933–45 Eckwald                   |  |                    |                                         |

Die ehemalige Ortschaft Chwalibogi (1945 bis 1948 Kanwizy, vor 1945 Kannwiesen) besteht nicht mehr.

## Kirche

### Evangelisch
Im Gebiet der Stadt- und Landgemeinde Wielbark gibt es heute eine einzige evangelische Kirche. Es ist die Kirche in  Wielbark, die aber nicht mehr gottesdienstlich genutzt wird und augenblicklich durch Restaurierungsmaßnahmen vor dem Verfall geschützt wird. Die evangelischen Einwohner Wielbarks und Umgebung gehören zur Pfarrei in Szczytno (Ortelsburg) innerhalb der Diözese Masuren der Evangelische-Augsburgischen Kirche in Polen.

### Römisch-katholisch
Im Gemeindegebiet befinden sich zwei römisch-katholische Pfarrkirchen. Sie stehen in der Stadt Wielbark und in dem nahe der Grenze zur Woiwodschaft Masowien gelegenen Dorf Lesiny Wielkie (Groß Leschienen). Beide sind dem Erzbistum Ermland zugeordnet. Gehört die Pfarrei Wielbark zum Dekanat Szczytno so ist die Pfarrei Lesiny Wielkie (mit der Filialgemeinde Księży Lasek (Fürstenwalde)) dem Dekanat Rozogi (Friedrichshof) zugeordnet.

## Verkehr

### Straße
Die Stadt- und Landgemeinde Wielbark verfügt über eine verkehrstechnisch hervorragende Anbindung. Durch das Gemeindegebiet verläuft in Nord-Süd-Richtung die Masuren und die Woiwodschaft Ermland-Masuren durchziehende Landesstraße 57 (frühere deutsche Reichsstraße 128), die in der nördlichen Woiwodschaft Masowien endet. Die beiden Woiwodschaftsstraßen 508 und 604 verbinden das Gemeindegebiet mit den Landesstraßen 58 (bei Jedwabnon(Gedwangen))  bzw. 7 (bei Nidzica (Neidenburg)), der heutigen Europastraße 77. Außerdem führt eine Nebenstraße zur 53 bei Rozogi (Friedrichshof).

### Schienen
Durch das Gemeindegebiet verlaufen zwei Bahnstrecken, die aber derzeit nicht befahren werden. Mit den Bahnstationen Wielbark, Jesionowiec (Jeschonowitz, 1930 bis 1945 Eschenwalde) sowie Piwnice (Groß Piwnitz, 1938 bis 1945 Großalbrechtsdorf) liegt es an der Nord-Süd-Bahnstrecke Ostrołęka–Szczytno (Polnische Staatsbahn-Linie 35), mit der Stadt sowie Przeździęk Wielki (Groß Dankheim, bis 1900 Groß Przesdzienk) ist es an die West-Ost-Bahnstrecke Nidzica–Wielbark (Linie 225) angebunden.